# Rhynchogale melleri
La mangusta di Meller (Rhynchogale melleri) vive in Africa meridionale dalla Repubblica Democratica del Congo alla Tanzania, a sud fino al Sudafrica.

## Caratteristiche
Vivono nelle aree particolarmente umide coperte da prati erbosi, di colore bruno tendente al grigio. Caratteristica è la presenza di pelo che copre i piedi posteriori. La mangusta di Meller si nutre di frutta, termiti e piccoli vertebrati (come topi o lucertole).